# ヨーロッパ協調
ヨーロッパ協調 （ヨーロッパきょうちょう、英: Concert of Europe）とは、19世紀ヨーロッパの大国が、ヨーロッパの勢力均衡、政治的境界線、勢力圏を維持するために交わした一般的な合意である。
1790年代以降、フランス革命とナポレオン戦争によってヨーロッパ大陸が疲弊した後、ヨーロッパ協調は比較的平和で安定した長期にわたる期間であった。協調の正確な性質と期間については、学者間でかなりの論争がある。ある学者は、1820年代にイタリアにおける自由主義者の反乱への対応をめぐって大国間の意見が対立し、開始とほぼ同時に崩壊したと主張し、別の学者は、第1次世界大戦の勃発まで続いたと主張し、また別の学者は、その中間の時期まで続いたと主張している。
より長い期間を主張する人々にとっては、1848年革命とクリミア戦争（1853–1856年）以降の期間が、それ以前の期間とは異なる力学を持つ異なる段階であったという点で概ね一致している。
ウィーン会議 (1814–1815年) にちなんでウィーン体制 (Congress System, Vienna System) として知られるヨーロッパ協調の始まりは、オーストリア帝国・フランス王国・プロイセン王国・ロシア帝国・英国というヨーロッパの5大国によって支配されていた。当初は、潜在的な紛争を解決するための大国間の定期的な会議を想定していたが、実際には、会議は断続的に開催され、紛争を防止または限定することに概ね成功した。神聖同盟（ロシア帝国・オーストリア帝国・プロイセン王国）の一員であるヨーロッパ協調のより保守的な国家は、革命運動や自由主義運動に反対し、ナショナリズムの勢力を弱めるためにこの制度を利用した。正式な会議体制は1820年代に崩壊したが、ヨーロッパ大国間の平和は続き、危機の際には国際会議が時折開催され続けた。 
1848年革命は、国家の独立、国民の団結、自由主義と民主主義の改革を求めるものであった。1848年革命は結局、領土を大きく変えることなく収束した。しかし、ナショナリズムの時代は、1871年のイタリア統一（サルデーニャ王国）とドイツ統一（プロイセン）につながる戦争を防ぐことができず、ヨーロッパの地図を塗り替えることになったため、結局、ヨーロッパ協調の第1期は終わりを告げた。ドイツ統一後、ドイツのオットー・フォン・ビスマルク宰相は、ドイツの利益を保護し、ヨーロッパ問題における主導的役割を確保するために、ヨーロッパ協調の会議体制の復活を目指した。ヨーロッパ協調の会議体制には、オーストリア＝ハンガリー帝国、フランス共和国、イタリア王国、ロシア帝国、英国が参加し、ドイツ帝国がヨーロッパ大陸を牽引した。第2期は、1870年代から1914年までの比較的平和で安定した期間をもたらし、ヨーロッパの大国間の戦争なしに、アフリカとアジアにおけるヨーロッパの植民地支配と帝国支配の拡大を促進した。
1914年に第1次世界大戦が勃発し、バルカン半島におけるオスマン帝国の力の崩壊、ヨーロッパの同盟体制が2つの強固な陣営（三国協商と三国同盟）に固定化したこと、そして両陣営の多くの文民・軍部の指導者たちが戦争は避けられない、あるいは戦争が望ましいとさえ感じていたことで、ヨーロッパ協調は最終的に終焉した。

## 概要

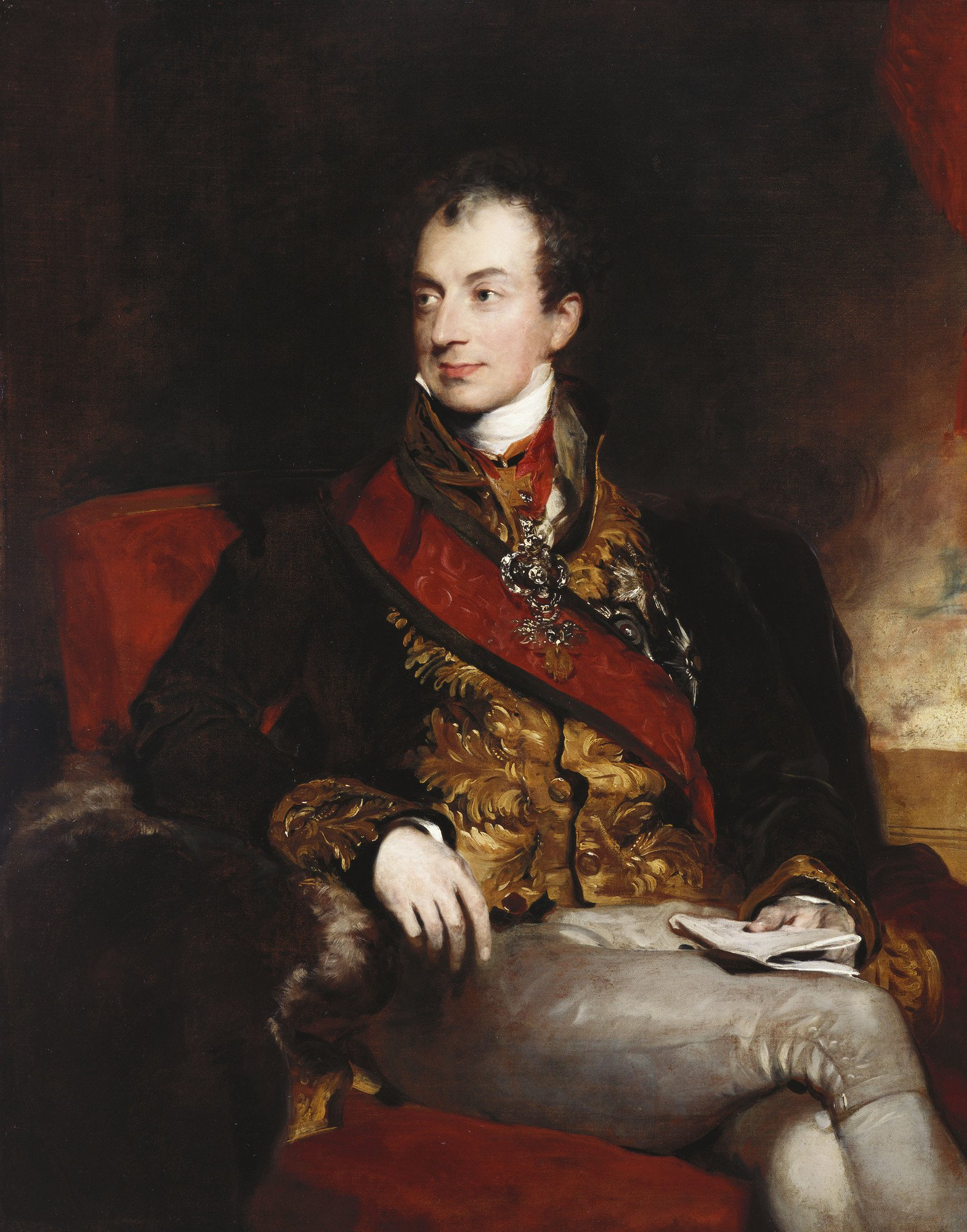
クレメンス・フォン・メッテルニヒ (Prince Metternich) は、オーストリア帝国の宰相兼外相で、ヨーロッパ協調を主導した。

ヨーロッパ協調とは、1814年から1914年までのヨーロッパの外交秩序を指す。この時代、ヨーロッパの大国は戦争や革命を回避し、領土や政治的現状を維持するために協調して行動する傾向があった。特にヨーロッパ協調の初期には、紛争を解決したり、新たな問題に対応したりするために大国間で会議を重ねるウィーン体制を通じて協調が維持された。
ヨーロッパ協調は典型的に2つの期間に分けられる。1814年から1860年代初頭までの第1期と、1880年代から1914年までの第2期である。第1期、特に1848年革命以前は、オーストリア宰相兼外相のクレメンス・フォン・メッテルニヒの保守主義の影響とドイツ連邦内でのオーストリア帝国の優位性からメッテルニヒの時代 (Age of Metternich) と呼ばれたり、フランス革命以前の状態にヨーロッパを戻そうとするウィーン会議の反動的な努力からヨーロッパ復古の時代 (European Restoration) と呼ばれたりする。第1次世界大戦を頂点とするヨーロッパ協調の最終的な失敗は、大国間の対立やナショナリズムの台頭などさまざまな要因によってもたらされた。国際会議に焦点を当てた国際問題へのアプローチは、後の国際連盟、国際連合、G7、その他の多国間首脳会議や組織においても影響力を持ち続けた。
ヨーロッパ協調は、フランス革命とナポレオンと戦った対仏大同盟から生まれた。オーストリア帝国、プロイセン王国、ロシア帝国、英国の大国は、多くの小国と連合し、ワーテルローの戦いでナポレオンを最後に打ち負かした。この勝利を受けて、これら4大国は四国同盟を正式に締結した。やがて、エクス・ラ・シャペル(アーヘン)会議でフランスの占領が終わり、五国同盟が成立した後、ブルボン王政下のフランス王国が同盟の5番目の加盟国となった。オスマン帝国はその後、1856年にクリミア戦争後のパリ条約でオスマン帝国の領土を承認・保証され、ヨーロッパ協調の会議体制に参加した。

## 起源
イマニュエル・カント、ゴットフリート・ライプニッツ、グレンヴィル卿らによって、ヨーロッパ連邦の構想はすでに提起されていた。ヨーロッパ協調は、彼らの考えと、国際関係における勢力均衡の概念を利用したもので、各大国の野心を他の大国が抑制するというものであった。
当時、ヨーロッパ協調と呼ばれ始めたが、それはウィーン議定書に由来する国際法上の現実であり、1815年に設定された境界線は8か国の署名者の同意なしには変更できないと規定されていた。
ヨーロッパ協調は、フランス革命に呼応したものだった。1792年のフランス革命戦争勃発から1815年のナポレオンのセントヘレナ追放まで、ヨーロッパはほとんど常に戦争状態にあった。すべてのヨーロッパの大国は、さらなる戦闘に必要な資金、物資、人手が不足していたため、新たな紛争を回避する体制を模索していた。ナポレオンのフランス帝国によるヨーロッパ大陸への侵攻は、ナポレオン法典のような改革の採用を含め、大陸の大部分に自由主義を広める結果となった。フランス革命がかなり穏やかな改革を求める声から始まったものの、すぐに急進的な民主主義改革と貴族階級への攻撃につながったことを目の当たりにしたヨーロッパ協調の会議体制もまた、大陸全体の自由主義的・民主主義的な動きを抑え込もうとした。
最後に、フランス革命は民族主義運動のモデルにもなり、ナポレオン戦争では両陣営とも、自国の戦争目的に都合がよければ、民族主義的感情を利用しようとした。たとえば、フランス共和国は1798年にアイルランドで起こった英国に対する民族主義者の蜂起を支援し、プロイセン王国、ロシア帝国、オーストリア帝国と戦うために民族的にポーランドの土地にワルシャワ公国を設立してポーランド国家の希望を復活させた。連合国はスペインとドイツの民族主義運動を支援し、フランス帝国が樹立した政権に対する抵抗を促した。フランスのブルボン王政復古とともに、ヨーロッパ協調は1789年以前のヨーロッパの現状（戦争前の原状）に可能な限り戻ろうとする努力であった。

## 第1期
ヨーロッパ協調の第1期は、1814年のウィーン会議に始まり、1860年代初頭のプロイセン王国とオーストリア帝国のデンマーク侵攻で終わったと一般的に言われている。この第1期には、1856年のパリ会議を含む数多くの会議が含まれており、クリミア戦争の終結がヨーロッパ協調の頂点であったと主張する学者もいる。当初、この体制の主要人物は、英国の外務大臣カースルレー卿、オーストリア帝国の宰相兼外相クレメンス・フォン・メッテルニヒ、ロシア帝国の皇帝アレクサンドル1世であった。フランス王国のシャルル・モーリス・ド・タレーラン＝ペリゴールは、国際外交においてフランス王国を他の大国と並ぶ地位に早急に返り咲かせることに大きく貢献した。

### ヨーロッパ協調の下での神聖同盟
プロイセン王国、オーストリア帝国、ロシア帝国は1815年9月26日、キリスト教的社会的価値観と伝統的な君主制を守るという明確な意図をもって神聖同盟を結んだ。署名しなかったのは3か国の元首だけだった。ローマ教皇ピウス7世（プロテスタント・ロシア正教を包含しており、カトリック精神が不十分として）、オスマン帝国のスルタン・マフムード2世（過剰なキリスト教的精神）、そして英国のジョージ4世（摂政皇太子）である。英国が署名しなかった理由は、英国は立憲君主制で、よりリベラルな政治理念を持ち、ヨーロッパ大陸への介入を自らに課すことを望まなかったからである。
英国は1815年11月20日、第2次パリ条約調印と同じ日に調印された四国同盟を批准し、後に1818年のエクス・ラ・シャペル（アーヘン）条約でフランス王国が加盟したため、五国同盟となった。
ナポレオン戦争終結後の20年間、ヨーロッパにおける国際関係の発展において、どちらの条約がより影響力があったかについて、歴史家の間で多くの議論が交わされてきた。歴史家ティム・チャップマンの意見によれば、ヨーロッパの大国は条約の条項に拘束されることはなく、多くは自分たちに都合がよければ故意にその条項を破ったのだから、その違いはいささか学問的なものに過ぎないと主張している。
神聖同盟は、ロシア帝国、オーストリア帝国、プロイセン王国が主導した非公式同盟で、ヨーロッパにおける世俗主義と自由主義の影響力を低下させることを目的としていた。アレクサンドル1世の発案で、多くの国から少なくとも名目上の支持を得たが、その理由のひとつは、ヨーロッパの君主のほとんどが、この同盟への調印を拒否することでツァーリの機嫌を損ねることを望まなかったこと、また、政府ではなく君主個人を拘束するものであったため、調印後は機能的に無視されるほど曖昧なものであったことである。神聖同盟発足当時の英国外務大臣カースルレー卿の意見では、神聖同盟は「崇高な神秘主義とナンセンスの塊」であった。とはいえ、その影響力は同時代の批評家たちが予想した以上に長期にわたって続き、1820年代には、英国とフランス王国が特定の大陸問題への関与を拒否した際に、自由主義とナショナリズムに対する弾圧の手段として復活した。
対照的に、四国同盟は標準的な条約であり、大国は小国の同盟国には署名を求めなかった。主な目的は、パリ条約の条項を20年間支持するよう加盟国を拘束することであった。この条約には、締約国が「諸国民の繁栄とヨーロッパにおける平和の維持」という共通の利益について協議するため、「一定の期間ごとに会議を開催する」という条項が含まれていた。しかし、条約第6条4の文言には、この「一定期間」がどのようなものであるかは明記されておらず、また、会議の手配と運営を行う常設委員会に関する規定もなかった。このため、「一定の期間」に会議が開かれる代わりに、特定の脅威や紛争に対処するための会議が断続的に開催されることになった。

### 会議体制
会議体制とは、ウィーン会議のような大国の定期的な会議を通じてヨーロッパの平和と安定を維持しようとするもので、交渉と協調行動を通じて差し迫った問題に対処し、紛争を解決しようとするものであった。会議体制が成立したのは、神聖同盟諸国とのイデオロギー的、戦略的な相違から英国が神聖同盟への参加を拒否したことが主な原因であった。

#### 1814 ウィーン会議
1814年から1815年にかけて開催されたウィーン会議は、1813年から1814年にかけてナポレオンが敗北した後のヨーロッパの国際秩序を安定させ、フランス革命後のフランスの力を封じ込めるために、当時の「大国」を結集させることを目的としていた。ウィーン会議は1814年11月から1815年6月にかけてオーストリアのウィーンで開催され、200を超えるヨーロッパ諸国の代表が集まった。ウィーン会議は、ヨーロッパにおける勢力均衡の回復と保護、ヨーロッパの平和と安定に対する「大国」間の連帯責任という2つの主要なイデオロギーに基づく新しい国際世界秩序を創出した。

#### 1818 アーヘン会議
1818年のエクス・ラ・シャペル(アーヘン)会議では、それまで英国、オーストリア帝国、プロイセン王国、ロシア帝国で構成されていた四国同盟にフランス王国を加え、五国同盟が成立した。これは四国同盟の第5条によって可能となり、フランスの占領を終わらせる結果となった。

#### 1820 トロッパウ会議
1820年にオーストリア帝国のトロッパウで開催されたトロッパウ会議は、五国同盟(ロシア帝国、プロイセン王国、オーストリア帝国、フランス王国、英国)の大国が、ナポリにおける自由主義者の反乱について討議し、これを鎮圧するために開かれた。この会議にはスペイン王国、ナポリ王国、両シチリア王国なども出席した。この会議でトロッパウ議定書が調印され、革命によって政権交代した国家が他の国家を脅かす場合、その排除が法的秩序と安定の維持に役立つのであれば、その国家は事実上ヨーロッパ同盟のメンバーではなくなることが明記された。さらに同盟国は、平和的に、あるいは戦争によって、除外された国を同盟国に復帰させる義務を負う。

#### 1821 ライバッハ会議
1821年、ライバッハ会議がライバッハ（現在のスロベニア、リュブリャナ）で開催された。神聖同盟諸国(ロシア帝国、プロイセン王国、オーストリア帝国)は、国王に憲法を受け入れさせた1820年のナポリ革命を鎮圧するため、オーストリア帝国のナポリ侵攻と占領について協議した。この会議には、ナポリ王国、両シチリア王国、英国、フランス王国なども出席した。ライバッハ会議は、ロシア帝国、プロイセン王国、オーストリア帝国と英国、フランス王国との間で、ヨーロッパ協調の会議体制内の緊張が始まったことを象徴していた。

#### 1822 ヴェローナ会議
1822年、イタリアのヴェローナで五国同盟（ロシア帝国・プロイセン王国・オーストリア帝国・フランス王国・英国）とスペイン王国、両シチリア王国、ナポリ王国の間でヴェローナ会議が開かれた。ロシア帝国、プロイセン王国、オーストリア帝国はフランス王国のスペイン王国介入計画を支持することに同意したが、英国は反対した。この会議では、オスマン帝国に対するギリシャ独立戦争への対処も検討されたが、バルカン半島へのロシア帝国の介入に英国とオーストリア帝国が反対したため、ヴェローナ会議はこの問題を扱うに至らなかった。

### 会議体制の動揺

#### サンクトペテルブルク議定書 (1826)
サンクトペテルブルクの議定書は、しばしば会議制度の終焉として引き合いに出されるが、これはサンクトペテルブルク会議（1825年）がオスマン帝国に対するギリシャ独立戦争の問題を解決できなかったことを表しているからである。黒海とバルカン半島における領土と影響力を求め、イスラム教徒のオスマン帝国支配下にある東方正教徒を保護しようとするロシア帝国は、ギリシャの独立を支持し、蜂起を内政問題として扱い、現状を支持しようとする他の大国の意向に不満を抱いていた。ロシア帝国と英国は、必要であれば戦争によって、オスマン帝国内のギリシャ自治を仲介して紛争を終結させるという計画を実施するために、2国間協定を結んだ。他の大国はこの議定書に諮られず、後にフランス王国も議定書に加わったが、オーストリア帝国とプロイセン王国は議定書に反対し、彼らがヨーロッパに押し付けようとしていた保守的で反民族主義的な安定に対する脅威となった。オスマン帝国も議定書を拒否したが、ナヴァリノの海戦で英国、フランス王国、ロシア帝国、ギリシャ軍に敗れ、交渉のテーブルにつかざるを得なくなった。

#### 1830 ロンドン会議
1830年のロンドン会議では、1830年のベルギー独立革命によってベルギー王国がオランダ王国から分離独立したことによるベルギー王国・オランダ王国対立の問題が扱われた。オーストリア帝国、プロイセン王国、ロシア帝国は、ベルギー王国の分離独立をさらなる革命や反乱を招く安定への脅威とみなし、現状復帰（戦争前の原状）を目指した。一方、フランス王国は、1830年の革命の結果、より自由主義的な7月王政となったが、フランス語圏とカトリック圏の住民の力不足が原動力となり、ベルギー王国の独立を支持した。英国は、ベルギー王国の一部を併合しようとするフランス王国の計画を非常に警戒していたが、オランダ王国を支援するために軍隊を派遣しようとする大国がなく、よりリベラルなホイッグ党政権が誕生したことで、最終的には緩衝国として独立した中立国ベルギー王国の創設を支持し、他の大国も最終的にはこれに同意した。

#### 東方問題 (1840)
オスマン帝国は1830年代、エジプト総督ムハンマド・アリーが率いるオスマン帝国内部の反乱に直面した。ムハンマド・アリーのレヴァントの一部支配の要求とそれに続くシリア侵攻は、弱体だったオスマン帝国の体制を転覆させる脅威となり、1840年の東方問題として知られる事態に発展した。オスマン帝国は、安定と現状維持を求めるオーストリア帝国、英国、プロイセン王国、ロシア帝国に支持された。しかしフランス王国は、北アフリカにおける長年の同盟国であったムハンマド・アリーを支持し、フランス王国と同盟を結んだエジプトを通じて地中海におけるフランス王国の影響力をさらに高めようと考えていた。しかし、他の4大国はロンドン条約でフランス王国抜きで行動することに合意した。
英国とオーストリア帝国の連合軍がエジプト軍を攻撃し、ムハンマド・アリーにオスマン帝国の要求を受け入れさせた。フランス王国はエジプトに代わって戦争を誘発し、ライン川左岸を取り戻すことでヨーロッパに領土補償を求め、ライン危機を引き起こした。しかし、数ヶ月のうちに、好戦的なフランス王国政府は支持を失い、アドルフ・ティエール首相は辞任し、フランス王国の新政権は他の大国と歩調を合わせた。東方問題は、重要な政治問題は依然として大国によって決定されることを示したが、オスマン帝国の継続的な弱体化（いわゆる東方問題）がパワーバランスに及ぼす不安定化の影響も示した。

### 第1期の崩壊

#### 1848年革命
1848年革命によって、ヨーロッパ協調は大きな挑戦を受けたが、最終的にはヨーロッパの勢力図が大きく変わるのを防ぐことに成功した。しかし、ナショナリズムと自由主義の思想を併せ持つこの革命は、1815年以来続いてきた保守的な国際秩序を脅かすものであった。しかし、これに対してオーストリア帝国、プロイセン王国、ロシア帝国、さらにはフランス共和国は、ドイツ、イタリア、東欧の反乱を打ち負かすために、場合によっては緊密に連携して動いた。英国も現状維持に努め、革命派への支援は行わず、他の大国が蜂起を利用して地中海や低地諸国（ベルギー王国、オランダ王国）など英国の利益となる地域での影響力を拡大することがないように努めた。

#### クリミア戦争と1856年のパリ会議
第1期の終わりと見なされることもあるが、ヨーロッパ協調への次の打撃は、ナポレオン以来の大国間の戦争であるクリミア戦争であった。しかし、この戦争は、地理的にクリミア半島とドナウ公国（ルーマニアの一部）に限定され、ヨーロッパ全体の戦争にはならなかったこと、和平交渉が何度も持ちかけられたこと、大国が外交的解決を見出そうと努力を続けたことが特徴であった。この戦争はまた、勢力均衡理論の重要な一端を示すものであった。
戦争は1856年のパリ講和会議 (1856年)で終結した。この会議は、紛争をめぐるすべての未解決の問題が1つの会議で解決され、1つの条約が結ばれたことから、ヨーロッパ協調の頂点とみなされることもある。

#### ドイツとイタリアの統一戦争
次の大国間の戦争は、わずか3年後の1859年、第二次イタリア独立戦争である。この戦争は、フランス帝国・サルデーニャ王国、そしてオーストリア帝国との間で戦われ、オーストリア帝国側の速やかな敗北という結果をもたらした。戦争はわずか2か月で終結し、主にイタリアの小国（サルデーニャ王国）に領土が移譲された。この戦争もまた、ヨーロッパ全体の戦争には至らなかったが、大国からヨーロッパの領土が移譲されたことは、ヨーロッパ協調時代には前例のないことであり、ヨーロッパを再編成することになる、今後10年間の民族統一戦争を予感させるものであった。
1864年、第二次シュレースヴィヒ＝ホルシュタイン戦争におけるプロイセン王国とオーストリア帝国のデンマーク侵攻をめぐる停戦の失敗によって、ヨーロッパ協調の衰退はさらに浮き彫りになった。ナショナリズムの高まりにより、民族的にドイツ系のホルシュタイン公国と民族的に混血のシュレースヴィヒ公国に対するデンマーク王室の支配に不満が高まり、1848年に両州のドイツ系住民が反乱を起こしたが、他の大国の介入の脅威によりドイツ系大国（プロイセン王国とオーストリア帝国）の介入は阻止され、第一次シュレースヴィヒ＝ホルシュタイン戦争は戦争前の現状回復（戦争前の原状）に終わった。しかし、1863年になると、後継者問題によってデンマークが条約に違反し、シュレースヴィヒ公国をデンマークに編入しようとしたため、ドイツ系の大国のオーストリア帝国とプロイセン王国は、ドイツ連邦全体の国民感情に呼応し、デンマークが既存の条約に違反したことを口実に、ともに交渉による解決に反対した。1864年のロンドン会議における英国、フランス帝国、ロシア帝国を中心とする他の列強の努力も失敗に終わった。他の大国が参加する大規模な会議ではなく、プロイセン王国、オーストリア帝国、デンマークの3国間条約で戦争が終結したことで、ヨーロッパ協調の崩壊はさらに決定的なものとなった。
第二次シュレースヴィヒ＝ホルシュタイン戦争は、その後のドイツ統一戦争（普墺戦争と普仏戦争）の前哨戦となった。これらの戦争やイタリア統一戦争は、勢力均衡を維持するために、非参加国の承認を得ることなく、参加国間で議会や会議で締結された。この時期、さまざまな国際会議が開催されたが、特に1867年のロンドン会議（ロンドン条約）は、ルクセンブルク危機をめぐって戦争を回避することができた。

## 第2期
ヨーロッパ協調の第2期は、1871年に始まり1914年の第1次世界大戦までの時期を指すといわれることが多い。1871年はドイツとイタリアの統一が完了した年であり、ロンドン条約が締結された年でもある。第2期では、大国間の平和がさらに続き、紛争解決のための会議体制が復活した。この時期は、植民地主義に関連する問題、特にアフリカ分割に支配されていた。しかし、さまざまな要因によって、各大国が他国をライバル視する柔軟な勢力均衡から、三国同盟（ドイツ帝国、オーストリア=ハンガリー帝国、イタリア王国）と、それに対抗する三国協商(フランス共和国、ロシア帝国、英国)という2つの陣営への同盟関係の固定化が進んだ。加えて、世界各地で植民地支配や帝国支配の勢力が拡大し、バルカン半島や北アフリカではオスマン帝国が衰退したため、領土と政治の安定というヨーロッパ協調の目標が達成しにくくなり、最終的には戦争の勃発につながった。 
この時期は、後に（特にフランス共和国で）ベル・エポック（美しき時代）と呼ばれるようになった。2つの世界大戦とその結果によって、第1次世界大戦に先立つ時期が、比較すれば黄金時代のように感じられたからである。

### 大国間会議の復活
第2期では、すべての大国が危機や紛争を合意によって解決するために臨時的に集まる大国の会議体制が復活した。1877–78年の露土戦争の後、バルカン半島の地位を決定したベルリン会議などがその例である。1884年から1885年にかけてのベルリン会議は、ヨーロッパ協調の第2期における頂点とみなされることが多い。その理由は、すべての大国といくつかの小国が、植民地と帝国の支配地域を規定する植民地拡大のルールに合意し、アフリカにおける植民地拡大に関する多くの紛争を未然に防ぐことに成功したからである。ハーグで開かれた2つの主要な国際会議は、1899年と1907年のハーグ条約につながり、ヨーロッパにおける平和と安定への継続的な希求を明らかにした。これらは、現状を維持するための国際会議のルールの継続を明らかにするものではあるが、条約は第1次世界大戦ではほとんど無視され、多くの提案がすべての大国によって拒否権を行使されたり、採択されなかったりし、非ヨーロッパ諸国や小国が重要な役割を果たした。

### 第2期の崩壊
第2期のヨーロッパ協調が崩壊したのは2つの対立する同盟体制⸺三国同盟（ドイツ帝国、オーストリア=ハンガリー帝国、イタリア王国）と三国協商（フランス共和国、ロシア帝国、大英帝国）⸺がヨーロッパ諸国に亀裂を生んだことが大きな原因である。これらの対立する同盟関係は、特定の状況に対応するためにその場限りの(アドホックな)協調に頼っていたヨーロッパ協調の根本的な性質を脅かすものであった。1906年の第1次モロッコ事件を解決したアルヘシラス会議など、その後の会議は、会議体制が紛争解決に依然として有効であることを示したが、両陣営の対立関係はいっそう深刻になった。
さらに、バルカン半島で起こった出来事は、第一次バルカン戦争後、大国が現状を維持することができなかったため、ヨーロッパ協調を弱体化させた。1912年から1913年にかけてのロンドン会議は、大国に対して国境を確定するよう求めたが、バルカン半島の小国の成功は大国に既成事実として提示され、取り消すことはできなかった。1914年7月の、バルカン半島の緊張の導火線となったサラエボでのフェルディナンド大公暗殺事件は、ヨーロッパ協調が永久崩壊するきっかけとなり、第1次世界大戦の幕開けとなった。

### ナショナリズムの高揚
ナショナリズムは、ヨーロッパ協調の第1期と第2期の両方の崩壊の要因となったが、第1次世界大戦が始まる前は、世界中で一般的にナショナリズムが台頭していた。ナショナリズムは、第1次世界大戦開戦の原動力となったと見る学者もいる。特に第1期のヨーロッパ協調の崩壊に伴い、ナショナリズムの台頭は、ヨーロッパ協調の中核的な国際協調にほぼ真っ向から対立し、会議体制による制約を受けなくなった国家を生み出す結果となった。フェルディナンド大公暗殺後のバルカン問題は、国際協調路線を維持するために国家の国益を制約することがもはやできなかったという点で、ヨーロッパ協調の最終的な終焉を浮き彫りにした。